# Delahaye Type 34
Der Delahaye Type 34 ist ein frühes Pkw-Modell. Hersteller war Automobiles Delahaye in Frankreich.

## Beschreibung
Ein Prototyp stand im Dezember 1907 auf dem Pariser Autosalon. Die Serienfertigung lief von 1908 bis 1913.
Der Zweizylinder-Ottomotor war in Frankreich mit 8–10 CV eingestuft. Er hat 80 mm Bohrung, 120 mm Hub und 1206 cm³ Hubraum. Er leistet 12 PS. Er ist vorn im Fahrgestell eingebaut und treibt die Hinterachse an.
Der Radstand beträgt 2689 mm. Das Karosserieangebot beschränkte sich auf eine Limousine und einen Phaeton. 35 bis 50 km/h Höchstgeschwindigkeit sind möglich.